# Pennisetum mildbraedii
Pennisetum mildbraedii är en gräsart som beskrevs av Carl Christian Mez. Pennisetum mildbraedii ingår i släktet borstgräs, och familjen gräs. Inga underarter finns listade i Catalogue of Life.